# Кармел Мур
Насрин Данијел Алави (енгл. Nasrin Danielle Alavi; Источни Сасекс, 19. јун 1985), познатија под псеудонимом Кармел Мур (енгл. Carmel Moore), британска је порнографска глумица, иранског порекла.
Проглашена је за најбољу порно глумицу Велике Британије за улогу у филму Hug a Hoodie 2007. године, на годишњој церемонији доделе награда UK Adult Film and Television Awards.
Кармел Мур је каријеру у порно индустрији започела 2004. године. Радила је филмове са познатим студијима као што су Brazzers, Wicked Pictures, Reality Kings и Пентхаус.
До 2013. године појавила се у 105 филмова за одрасле.

## Изабрана филмографија
- Porno Workout (2010)
- Black Beauty 1: Escape to Eden (2009)
- Girl on Girl Tickle Wards (2009)
- Catch Me (2009)
- Pornstars Like It Big 5 (2009)
- Stoya: Workaholic (2009)
- Mr. Big Dicks Hot Chicks 2 (2008)
- Diary ofa MILF 10 (2008)
- Freshly Fucked 5 (2008)
- Black Widow(2007)
- Blow Job Babes from the 310 2 (2007)
- Fucking Me POV 2 (2007)
- Pornstar Confessions (2007)
- Red Hot Fox(2007)
- I'm a Bucket of Cum (2006)
- I Love My Pearl Necklace (2006)
- Cum Beggars 5 (2006)
- Tits Ahoy 4(2006)
- We Take It Black (2006)
- Who's That Girl 3 (2006)